# 川口市立辻小学校
川口市立辻小学校（かわぐちしりつ つじしょうがっこう）は、埼玉県川口市南鳩ヶ谷にある公立小学校。

## 沿革
- 1964年 - 鳩ヶ谷町立鳩ヶ谷小学校を分離して鳩ヶ谷町立辻小学校として開校
- 1967年 - 市制施行に伴い、鳩ヶ谷市立辻小学校に改称
- 1968年 - 鳩ヶ谷市立里小学校開校により学区変更
- 1970年 - 学区変更により一部の生徒が鳩ヶ谷市立中居小学校に移籍
- 1973年 - 鳩ヶ谷市立南小学校を分離
- 2011年 - 川口市と鳩ヶ谷市の合併に伴い、川口市立辻小学校に改称[1]

## 教育目標
- 学ぶ子
- やさしい子
- 元気な子[2]

## 通学区域
- 南鳩ヶ谷7丁目 - 全域
- 辻 - 全域
- 坂下町 - 一部[3]